# Lugg (textil)
Lugg i textila sammanhang innebär att ett tyg (till exempel sammet och frotté) eller en produkt (till exempel matta och bildväv) har ett inslag i varpen som står rakt ut i vinkel från varpen. Luggen kan vara avklippt så att varje tråd som sticker ut har en ände, eller att luggen utgörs av öglor.